# 사우스조지아 사우스샌드위치 제도의 기

사우스조지아 사우스샌드위치 제도의 기 비율 1:2

사우스조지아 사우스샌드위치 제도의 기는 1985년 10월 3일, 포클랜드 제도에서 분리됨과 동시에 제정되었다. 포클랜드 제도에서 분리되기 이전에는 포클랜드 제도의 기를 사용하였다.
파란색 바탕에 왼쪽 상단에는 영국의 국기가 그려져 있으며, 오른쪽에는 사우스조지아 사우스샌드위치 제도의 문장이 그려져 있다.
현재의 기는 1999년에서 2002년 사이에 수정된 것으로, 문장의 크기를 확대함과 동시에 문장 바깥쪽에 그려져 있던 하얀색 원을 제거한 형태의 디자인이다.
사우스조지아 사우스샌드위치 제도의 기는 사우스조지아 섬의 정부 시설과 영국의 남극 과학 기지에 게양된다.
민간 위원기는 영국의 국기 중앙에 사우스조지아 사우스샌드위치 제도의 문장이 그려진 형태의 기를 사용하는데, 이는 민간 위원(포클랜드 제도의 총독을 겸임)이 섬을 방문했을 때만 게양된다.

## 그 외의 기

1992년-1999년 사우스조지아 사우스샌드위치 제도의 기
사우스조지아 사우스샌드위치 제도의 민간 위원기